# Björn Bernard
Björn Bernard (* 11. Juli 1972 in Gießen) ist ein ehemaliger deutscher Basketballspieler.

## Laufbahn
Der 1,85 Meter große Bernard begann in der D-Jugend des MTV 1846 Gießen mit dem Basketballsport. Er war Jugendnationalspieler und nahm 1989 an der Kadetten- und 1994 an der U22-Europameisterschaft teil.
Er gehörte von 1991 bis 1995 dem Aufgebot des MTV 1846 Gießen in der Basketball-Bundesliga an, bestritt 124 Spiele für die Mannschaft und kam auf einen Mittelwert von 3,7 Punkten je Begegnung. Zur Saison 1995/96 ging er zum TV Langen in die 2. Basketball-Bundesliga. Anschließend spielte er 1996/97 sowie 1997/98 für den TV Lich ebenfalls in der 2. Bundesliga, zur Saison 1998/99 wechselte er innerhalb der Liga zum USC Heidelberg. Er spielte bis 2000 in Heidelberg.
Bernard, der an der Justus-Liebig-Universität Gießen studierte, arbeitete beim Unternehmen SAP. 2001 zog er mit seiner Frau in den US-Bundesstaat Kalifornien nach San Francisco und 2004 innerhalb der Vereinigten Staaten nach Miami (Bundesstaat Florida). Er wurde im Berufsfeld Fracht und Logistik tätig und ließ sich mit seiner Familie im Raum Denver im US-Bundesstaat Colorado nieder.